# Gespensterbuch

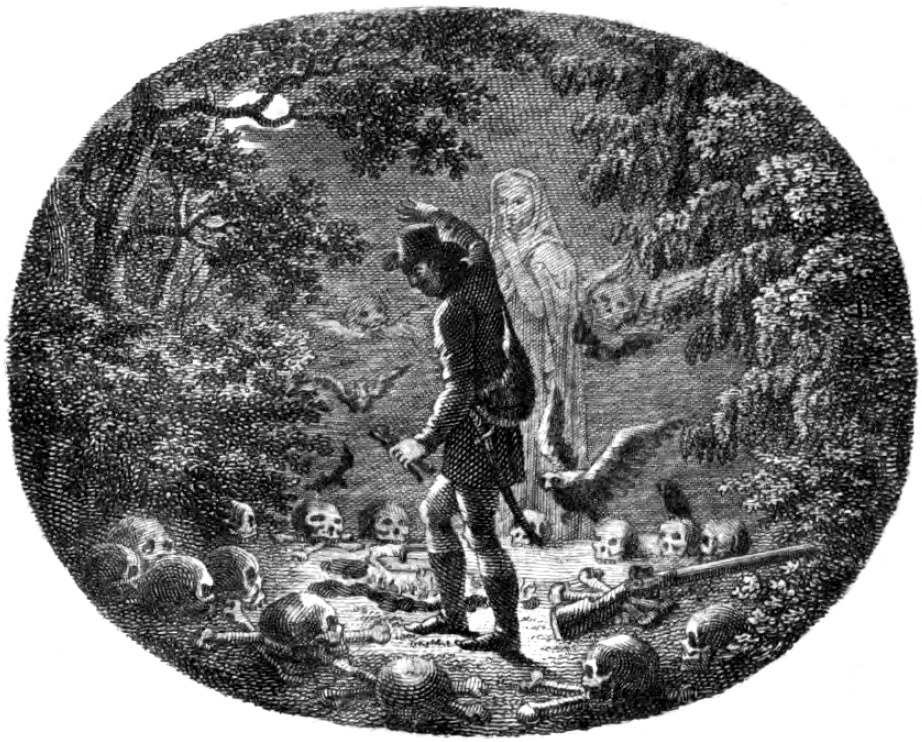
Titelkupfer von Band 1 mit einer Szene aus Der Freischütz

Das Gespensterbuch ist eine Anthologie von Gruselgeschichten von August Apel und Friedrich Laun, dem Pseudonym von Friedrich August Schulze. Die Reihe erschien in 7 Bänden von 1810 bis 1817, wobei die letzten drei Bände sowohl unter dem Titel Gespensterbuch als auch unter Wunderbuch veröffentlicht wurden.
Nach Apels Tod 1816 war Friedrich de la Motte Fouqué Mitherausgeber des letzten Bandes. Eine von Fouqué und Laun herausgegebene Fortsetzung erschien 1818 unter dem Titel Aus der Geisterwelt.

## Entstehung
In seinen Memoiren beschreibt Friedrich Laun die Entstehungsgeschichte des Gespensterbuchs und berichtet von einem einwöchigen Aufenthalt auf dem Familiensitz von Apel in Ermlitz bei Schkopau. Dort erzählte man sich abends Geschichten über angebliche Gespenster, die aus der Zeit stammten, als sich ein Hochgericht in der Nähe befand, und die nach Einbruch der Dämmerung auftauchten. Diese schaurigen Erzählungen hinterließen einen tiefen Eindruck bei Apel und Laun. Nach ihrer Rückkehr nach Leipzig gaben sie die Geschichten bei einem Teeabend im Haus ihrer Freunde wieder. Die Mischung aus Grusel und Heiterkeit begeisterte die Zuhörer derart, dass man beschloss, solche Abende regelmäßig zu veranstalten. Aus diesen sogenannten „Gespenstertees“ entstand schließlich die Idee, eine Sammlung von Erzählungen über Geister und unheimliche Begebenheiten herauszugeben: das Gespensterbuch.
Bereits im ersten Band bemühten sich Apel und Laun, Abwechslung zu schaffen, indem sie zwei komische Märchen einfügten: Apels Nacherzählung von Madame d’Aulnoys La Princesse Rosette unter dem Titel König Pfau sowie Launs Märchen Das Ideal. Die Resonanz auf diese Geschichten war jedoch negativ, weshalb die Autoren in den folgenden Bänden auf weitere Märchen verzichteten.
Für den fünften Band entschied man sich, das Thema von reinen Gespenstergeschichten auf alles auszuweiten, was sich nicht mit den Naturgesetzen erklären ließ, und gab der Reihe einen zweiten Titel: Wunderbuch. Um noch mehr Abwechslung in die Reihe zu bringen, beschlossen Apel und Laun außerdem, noch andere Autoren zu Beiträgen einzuladen, was dazu führte, dass auch Apels Freunde Friedrich de la Motte Fouqué und Karl Borromäus von Miltitz Geschichten für den letzten Band des Wunderbuchs schrieben.

## Einflüsse
Im Gespensterbuch greifen Apel und Laun auf morgenländische Themen, heimisches poetisches Volksgut und französische Feenmärchen zurück. Jede der Geschichten behandelt dabei bestimmte Motivkreise des Gespenstischen und Übernatürlichen.
Der erste Band eröffnet mit Apels Erzählung Der Freischütz über einen Jäger, der einen Pakt mit dem Teufel schließt. Sie steht innerhalb der Geschichtensammlung für das Motiv der Dämonenbeschwörung. Das ebenfalls in die Geschichte eingearbeitete Motiv Zauberei bei Kugel-Giessen erscheint auch schon früher, etwa in den Unterredungen von dem Reiche der Geister von Otto von Graben zum Stein. Die dortige Skizze einer Geistergeschichte aus einer böhmischen Gerichtssitzung von 1710 gelangte wahrscheinlich über Laun, der ein Exemplar des Buches besaß, an Apel. Sie enthält allerdings weder einen Probeschuss vor einem Fürsten, noch eine Braut oder ihre Eltern, und nicht einmal das Wort Freikugel. Apel rechnete seinen Stoff zu den verbreiteten Sagen, die er erzählerisch verarbeitete, ohne Quellen zitieren zu müssen.
Die Unterredungen von dem Reiche der Geister dienten Apel und Laun auch bei anderen Geschichten als Vorlage. Daneben war Der Höllische Proteus von Erasmus Francisci, welchen auch Johann Wolfgang von Goethe für seinen Faust benutzte, eine weitere wichtige Quelle für viele Geschichten aus dem Gespensterbuch, beispielsweise Die Bräutigamsvorschau.
Einige Figuren in den Geschichten könnten auf persönlichen Bekanntschaften beruhen, wie etwa die mit Richard Wagners Vater Karl Friedrich Wilhelm Wagner (1770–1813), einem Polizeiaktuar, der den „Aktuarius Wermuth“ in Die schwarze Kammer inspiriert haben könnte. In dieser Geschichte wird außerdem Bezug auf die 1810 im Freimüthigen erschienene Erzählung Die graue Stube von Heinrich Clauren genommen, zu der Clauren bereits einen Monat nach Erscheinen der ursprünglichen Geschichte als Reaktion auf die heftige Kritik, die Geschichte verstärke Aberglauben, eine Fortsetzung veröffentlichte und die Geistererscheinung als Scherz entlarvte.
Sowohl Apel als auch Laun kannten Goethe, dessen Stück Claudine von Villa Bella (1776) Launs Die Todtenbraut beeinflusst haben könnte. Der Literaturwissenschaftler Robert Stockhammer stellt fest, dass Der Todtenkopf Figuren enthält, die von Cagliostro inspiriert sind, über den Goethe geschrieben hatte und über den möglicherweise diskutiert wurde, als Laun Goethe 1804 besuchte. Goethes Erlkönig (1782) inspirierte auch Apels Gedicht Alp.

## Veröffentlichung

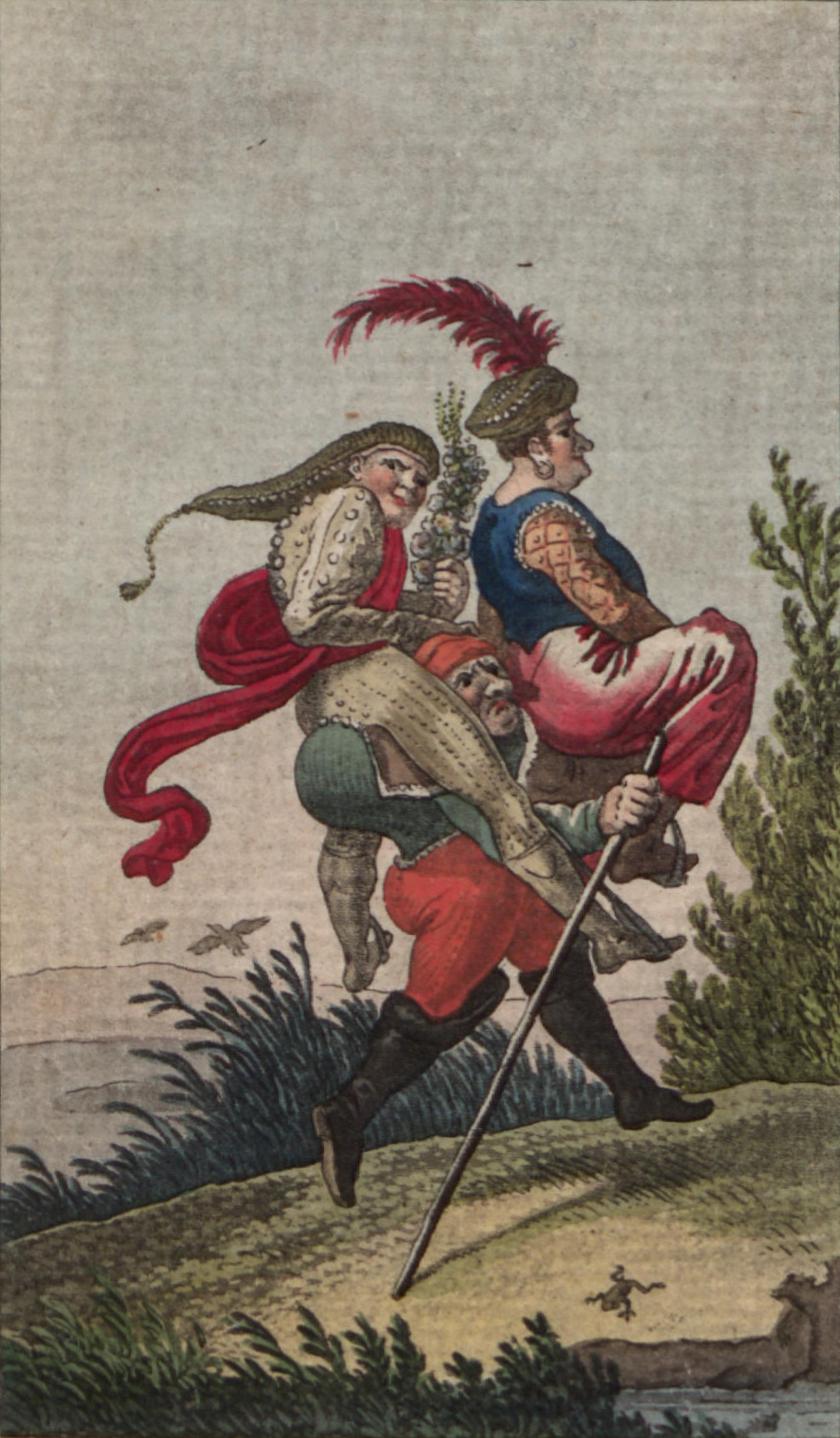
Frontispiz des ersten Bandes von Johann Heinrich Ramberg

Der erste Band des Gespensterbuchs erschien zu Ostern 1810 bei G. J. Göschen in Leipzig und enthielt ein farbiges Frontispiz von Johann Heinrich Ramberg zu der Erzählung Das Ideal. Von dieser Ausgabe sind nur wenige Exemplare erhalten, weshalb viele Quellen davon ausgehen, dass die Reihe erst ab 1811 veröffentlicht wurde, als der erste Band (diesmal ohne das Frontispiz) im ansonsten unveränderten Nachdruck erschien. Der zweite Band folgte schon Ende 1810, vordatiert auf 1811. (Möglicherweise war man sich bei Druckbeginn noch nicht sicher, ob der Band bis Ende 1810 fertiggestellt werden würde, da die Autoren noch nicht alle Beiträge eingereicht hatten.) Band 3 wurde zu Ostern 1811 veröffentlicht. Der vierte Band erschien zwar erst Ende 1812, trug jedoch ebenfalls die Jahresangabe 1811. Da der Druck aber erst 1812 begann, ist die Jahresangabe eindeutig fehlerhaft. 1813 wurde diese Angabe korrigiert.
Der fünfte Band wurde 1815 mit zwei Titelblättern veröffentlicht: eines mit dem Titel Gespensterbuch. Fünftes Bändchen, das andere mit dem Titel Wunderbuch. Erstes Bändchen. Dahinter steckte die Absicht, den Themenkreis über Gespenstergeschichten hinaus zu erweitern, was man bereits zuvor innerhalb des Gespensterbuchs mit einigen Märchen versucht hatte. Band 6 wurde 1816 auf die gleiche Weise veröffentlicht. Der letzte Band erschien 1817 nur noch als 3. Band des Wunderbuchs. Dennoch wurde er in manchen späteren Ausgaben weiterhin als 7. Band des Gespensterbuchs betitelt, eine Bezeichnung, die auch Laun selbst verwendete.
Aufgrund ihrer hohen Popularität wurde die Reihe mehrfach nachgedruckt, unter anderem zwischen 1814 und 1818 als Raubdruck bei Macklot in Stuttgart. Durch Webers Oper Der Freischütz (1821 uraufgeführt) erlangte Apels gleichnamige Geschichte zusätzliche Bekanntheit und wurde 1823 von Fleischer in einem eigenen Band herausgebracht.
Neuere Ausgaben
- Reclam, Leipzig 1883, Reclams Universal-Bibliothek 1791/1795, 662 S. (Band 1–4, Volltext in der Google-Buchsuche)
- Reclam, Leipzig 1927, 670 S. Mit einem Nachwort von Robert Neumann
- Belser, Stuttgart 1987–1990, ISBN 3-628-36571-6 (Band 1–4)
- Aufbau-Verlag, Berlin 1991, ISBN 3-7466-0077-4, 419 S., mit einem Nachwort von Mathias Heydenbluth (Auswahlband)
- Insel, Frankfurt a. M. 1992, ISBN 3-458-33088-7, 300 S. (Auswahlband)
- Olms, Hildesheim 2007 (Band 5–7, entspricht den Wunderbüchern)
- Blitz, Windeck 2016–2017, vollständige Neuauflage (1–7) in drei Bänden (Band 1, 399 S., mit einem Vorwort von Markus K. Korb; Band 2, 366 S., mit einem Nachwort von Urania Milevski, Band 3. 406 S., mit einem Nachwort von Felix Woitkowski)
- BoD, Norderstedt, 2017, ISBN 978-3-7392-2823-5, 572 S. (Band 1–5)
- BoD, Norderstedt 2018, ISBN 978-3-7460-9544-8, 380 S. (Band 5–7)
- BoD, Norderstedt 2024, ISBN 978-3-7597-6210-8, 856 S. (Band 1–7)

## Inhalt der Originalbände
- Band 1 (Hrsg. von Apel und Schulze):
  - Vorrede (Schulze)
  - Der Freischütz (Apel)
  - Das Ideal (Schulze)
  - Der Geist des Verstorbenen (Schulze)
  - König Pfau (Apel, nach französischer Vorlage)
  - Die Verwandtschaft mit der Geisterwelt (Schulze)
  - Nachrede (Apel)
- Band 2 (Hrsg. von Apel und Schulze):
  - Die Todtenbraut (Schulze)
  - Die Bräutigamsvorschau (Apel)
  - Der Todtenkopf (Schulze)
  - Die schwarze Kammer (Apel)
  - Das Todesvorzeichen (Schulze)
  - Der Brautschmuck (Apel)
  - Kleine Sagen und Märchen (Apel)
    - Empusa-Lamia
    - Asvit und Asmund
    - Alp
    - Der Rabe
    - Hildur’s Zauberlied
- Band 3 (Hrsg. von Apel und Schulze):
  - Die Vorbedeutungen (Schulze)
  - Klara Mongomery (Apel)
  - Der Gespensterläugner (Schulze)
  - Das Geisterschloß (Apel)
  - Der Geisterruf (Apel)
  - Der Todtentanz (Apel)
- Band 4 (Hrsg. von Apel und Schulze):
  - Zwei Neujahrsnächte (Apel)
  - Der verhängnißvolle Abend (Schulze)
  - Zauberliebe (Apel)
  - Die Braut im Sarge (Schulze)
  - Das unterirdische Glück (Schulze)
- Band 5 (Hrsg. von Apel und Schulze):
  - Der Heckethaler (Schulze)
  - Der Liebesschwur (Schulze)
  - Die Ruine von Paulinzell (Apel)
  - Die Hausehre (Schulze)
  - Die Schuhe auf den Stangen (Apel)
  - Legende (Schulze)
  - Das silberne Fräulein (Apel)
- Band 6 (Hrsg. von Apel und Schulze):
  - Vorrede (Apel)
  - Swanehild (Schulze)
  - Der Schutzgeist (Apel)
  - Die Wachsfigur (Schulze)
  - Blendwerke (Schulze)
  - Das Meerfräulein (Schulze)
  - Der Mönch (Schulze)
  - Der rothe Faden (Schulze)
  - Der Lügenstein (Schulze)
- Band 7 (Hrsg. von Schulze und de la Motte Fouqué)
  - Vorrede (Schulze)
  - Die drei Templer (Friedrich de la Motte Fouqué)
  - Der Liebesring (Schulze)
  - Die Jungfrau des Pöhlberges (Schulze)
  - Der Bergmönch (Karl Borromäus von Miltitz)
  - Die Fräulein vom See (Schulze)
  - Muhme Bleich (Karl Borromäus von Miltitz)
  - Friedbert (Karl Borromäus von Miltitz)
  - Altmeister Ehrenfried und seine Familie (Friedrich de la Motte Fouqué)

## Wirkungsgeschichte

### Der Freischütz
Die erste Erzählung des ersten Bandes, Der Freischütz, diente als Vorlage für die 1821 uraufgeführte Oper Der Freischütz von Carl Maria von Weber. Jahrzehnte später erinnerte sich Friedrich Kind, ein Mitschüler (Thomasschule Leipzig) von August Apel, dass Der Freischütz die letzte Geschichte in einem Stapel war, den er 1817 für Weber zusammengestellt hatte und den sie auf der Suche nach Stoff für eine Oper durchmusterten. Aber das allzu tragische Ende machte die Erzählung nach ihrem Urteil ungeeignet. Erst mit einem abgeänderten, glücklichen Ende, mit einem Eremiten, einem dämonischen Kaspar und einem fröhlich jungen Ännchen ist sie schließlich in Kinds Libretto (1820) des Freischützen eingegangen.
Auch die 1812 und 1813 in München entstandene, nie aufgeführte Oper Der Freischütz mit Text von Franz Xaver von Caspar und Musik von Carl B. Neuner basiert auf Apels Erzählung, ebenso ein 1817 erstaufgeführtes Schauspiel mit Gesang von Josef Alois Gleich mit Musik von Franz Roser sowie ein Trauerspiel von Franz von Riesch aus dem Jahr 1821. Eine neuere Adaption stellt das Musical The Black Rider von Tom Waits und Robert Wilson dar.

### Fantasmagoriana
Fünf Erzählungen aus den ersten beiden Bänden bildeten den Großteil einer 1812 unter dem Titel Fantasmagoriana, ou Recueil d’Histoires d’Apparitions de Spectres, Revenans, Fantomes, etc.; traduit de l’allemand, par un Amateur in zwei Bänden erschienenen französischen Anthologie deutscher Gruselgeschichten, übersetzt von Jean-Baptiste Benoît Eyriès.
Die Sammlung enthielt:
- L’Amour Muet (Original: Stumme Liebe von Johann Karl August Musäus)
- Portraits de Famille (Original: Die Bilder der Ahnen von Apel)
- La Tête de Mort (Original: Der Todtenkopf von Schulze)
- La Morte Fiancée (Original: Die Todtenbraut von Schulze)
- L’Heure Fatale (Original: Die Verwandtschaft mit der Geisterwelt von Schulze)
- Le Revenant (Original: Der Geist des Verstorbenen von Schulze)
- La Chambre Grise (Original: Die graue Stube von Heinrich Clauren)
- La Chambre Noire (Original: Die schwarze Kammer von Apel)

Fünf der Geschichten aus den Fantasmagoriana (darunter drei aus dem Gespensterbuch) erschienen 1813 in einer englischen Übersetzung von Sarah Elizabeth Utterson (zusammen mit einer Erzählung der Übersetzerin) unter dem Titel Tales of the Dead:
- The Family Portraits (Original: Die Bilder der Ahnen von Apel)
- The Fated Hour (Original: Die Verwandtschaft mit der Geisterwelt von Schulze)
- The Death’s Head (Original: Der Todtenkopf von Schulze)
- The Death-Bride (Original: Die Todtenbraut von Schulze)
- The Storm (Utterson)
- The Spectre-Barber (Original: Stumme Liebe von Musäus)

Die Ausgabe der Fantasmagoriana war eine der Inspirationen, als im Sommer 1816 in der Villa Diodati in Cologny am Genfersee Lord Byron, Percy Bysshe Shelley, Mary Wollstonecraft Shelley und Dr. William Polidori sich mit dem Schreiben von Gruselgeschichten die Zeit vertrieben. So entstanden zwei der prägendsten Werke der fantastischen Literatur, Shelleys Frankenstein und Polidoris Der Vampyr.
Einige der Geschichten aus den Fantasmagoriana hatten einen direkten Einfluss auf Frankenstein. So beschrieb Shelley in ihrer Einleitung zur Frankenstein-Ausgabe von 1831 neben Apels Erzählung Die Bilder der Ahnen (die nicht im Gespensterbuch, sondern bereits 1805 anonym in Kinds Malven erschienen war und später auch in Apels Cicaden aufgenommen wurde) auch Die Todtenbraut von Laun, welche den Tod von Frankensteins Frau Elizabeth inspiriert haben könnte. Die schwarze Kammer hingegen ähnelt Shelleys Bericht über einen Traum von einer geisterhaften Gestalt an ihrem Bett, der sie zu Frankenstein inspirierte und aus dem die Szene, in der das Monster an Frankensteins Bett auftaucht, entstand. Geringe Parallelen wie die Zerstörung einer Familie oder das anklingende Doppelgängermotiv finden sich auch mit Die Verwandtschaft mit der Geisterwelt (in den Fantasmagoriana übersetzt als L’Heure Fatale). Wesentlich auffälliger ist bei dieser Geschichte jedoch der wahrscheinliche Einfluss auf die Astarte-Szene in Byrons Manfred, den er Ende 1816 begann.

### Weitere Auswirkungen
Joseph von Auffenbergs Theaterstück Viola, oder die Vorschau von 1824 basiert auf Apels Die Bräutigamsvorschau aus dem zweiten Band des Gespensterbuchs.
Das Motiv der tanzenden Toten aus Apels Der Todtentanz könnte eine Inspiration für Goethes gleichnamige Ballade gewesen sein.
Das Libretto zur Oper Der Bergmönch, die auf der gleichnamigen Erzählung von Carl Borromäus von Miltitz aus dem letzten Band basiert und von Joseph Maria Wolfram komponiert wurde, stammt von Miltitz selbst. Die Uraufführung fand am 14. März 1830 in Dresden statt.

## „Neues Gespensterbuch“
Der Dichter Theodor Storm hatte in der Zeit von 1848 eine Sammlung von Spukgeschichten angelegt und zur Herausgabe vorbereitet, die unter dem Titel Neues Gespensterbuch erscheinen sollte. Aus unbekannten Gründen hatte er dann das Projekt nicht weiter verfolgt. Das Manuskript tauchte im Jahr 1988 wieder auf und wurde von dem Storm-Experten Karl Ernst Laage erstmals im Jahre 1991 veröffentlicht.